# Vuosaari
Pour l’article homonyme, voir Vuosaari (film).
Vuosaari est un quartier d'Helsinki, la capitale de la Finlande.

## Population

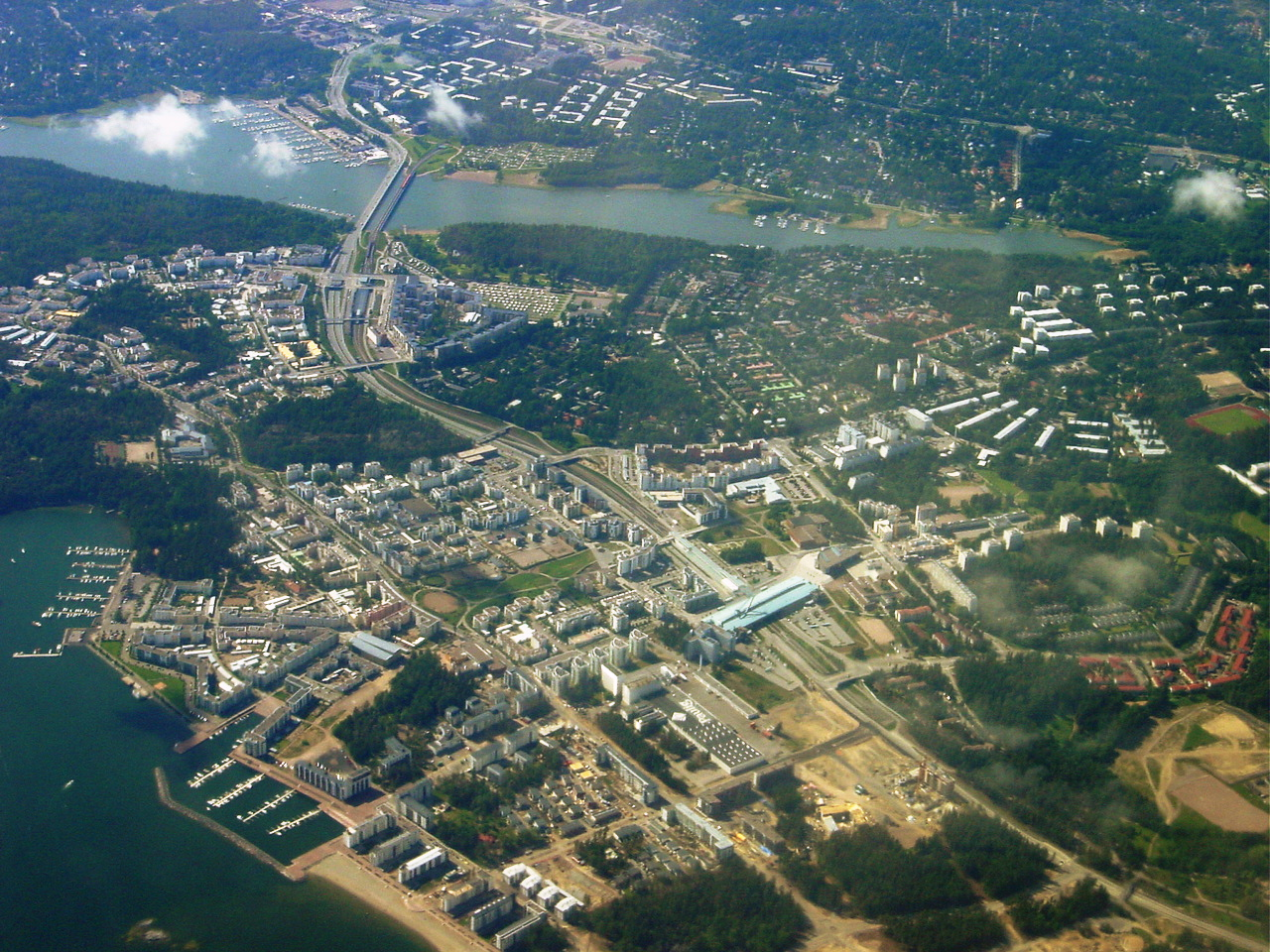
Vue aérienne de Vuosaari en 2004

Sa surface est de 15,38 km2, sa population s'élève à 35 826 habitants. Le nombre d'emplois 4 555 est faible relativement au nombre d'habitants, ce qui oblige à une migration journalière importante.
Vuosaari comptait 38 961 habitants fin 2020, dont 68,7 % sont de langue finnoise ou sâme, 4,5 % de langue suédoise et 26,8 % d'autres langues.
La population est un peu plus jeune que la moyenne de la zone capitale; les moins de 16 ans sont 20,1 % des habitants. La part de logements en location est de 43,1 % c'est-à-dire un peu moins que le taux de la conurbation (45,0 %).

## Subdivisions administratives
Le quartier de Vuosaari est constitué des sections suivantes, dont les cinq premières ont une population importante: Keski-Vuosaari, Kallahti, Meri-Rastila, Rastila, Aurinkolahti, Uutela, Niinisaari, Nordsjön kartano et Mustavuori.

## Architecture
Vuosaari abrite les tours Cirrus, Hyperion et Atlas qui font partie des plus hautes tours de Finlande et le centre commercial Columbus.
Les deux centrales électriques au gaz naturel de Helsingin Energia le service d'énergie de la ville d’Helsinki sont situées à Vuosaari en relation avec les implantations portuaires. Il s'agit aussi d'une zone de tourisme balnéaire prisée dans l'Est d'Helsinki.

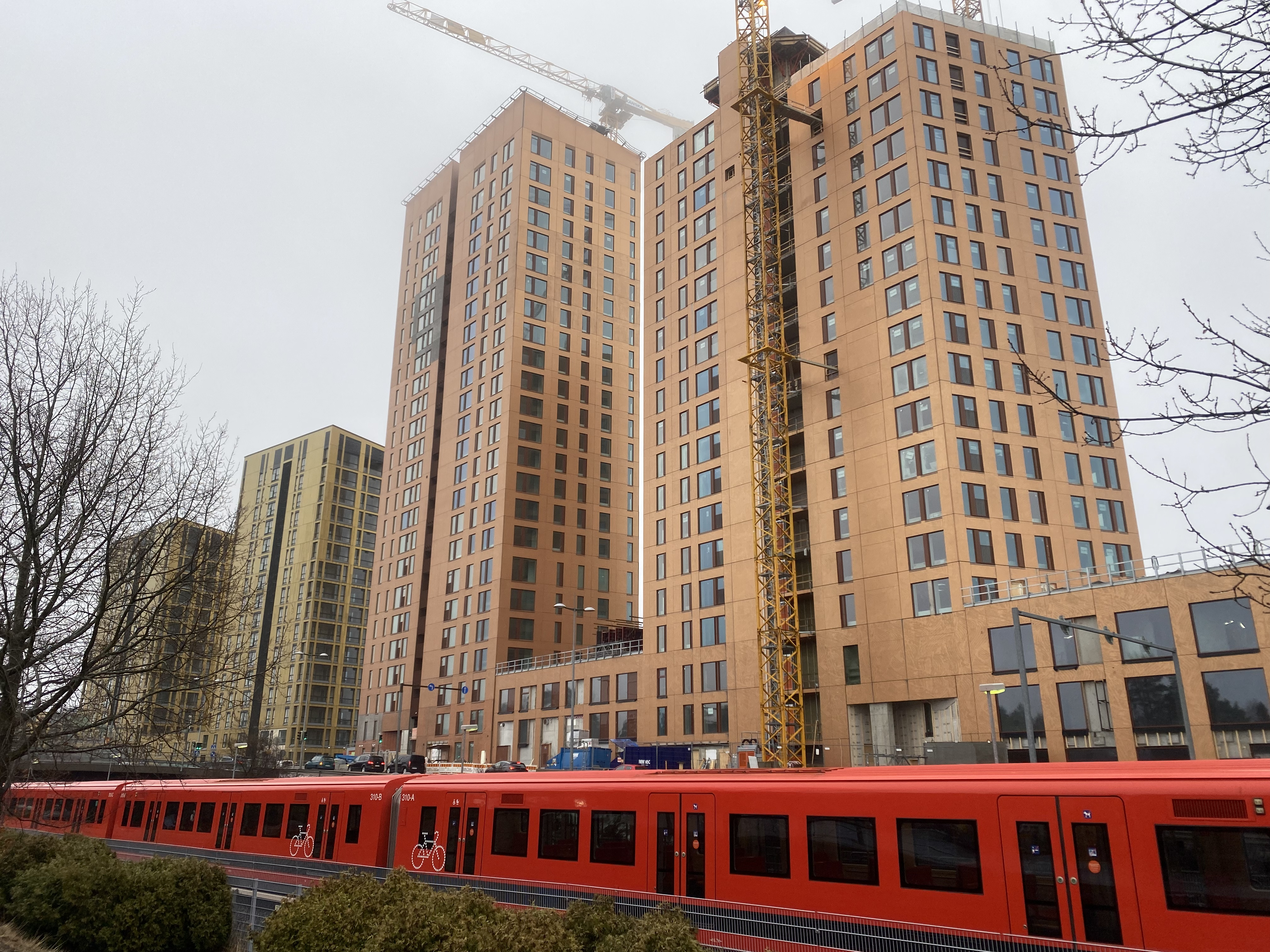
Les tours de Vuosaari photographiées depuis le nord en mars 2023. De gauche à droite, les tours Citadelli, Hyperion et Atlas. Rame de métro au premier plan.

## Transports

### Axes routiers

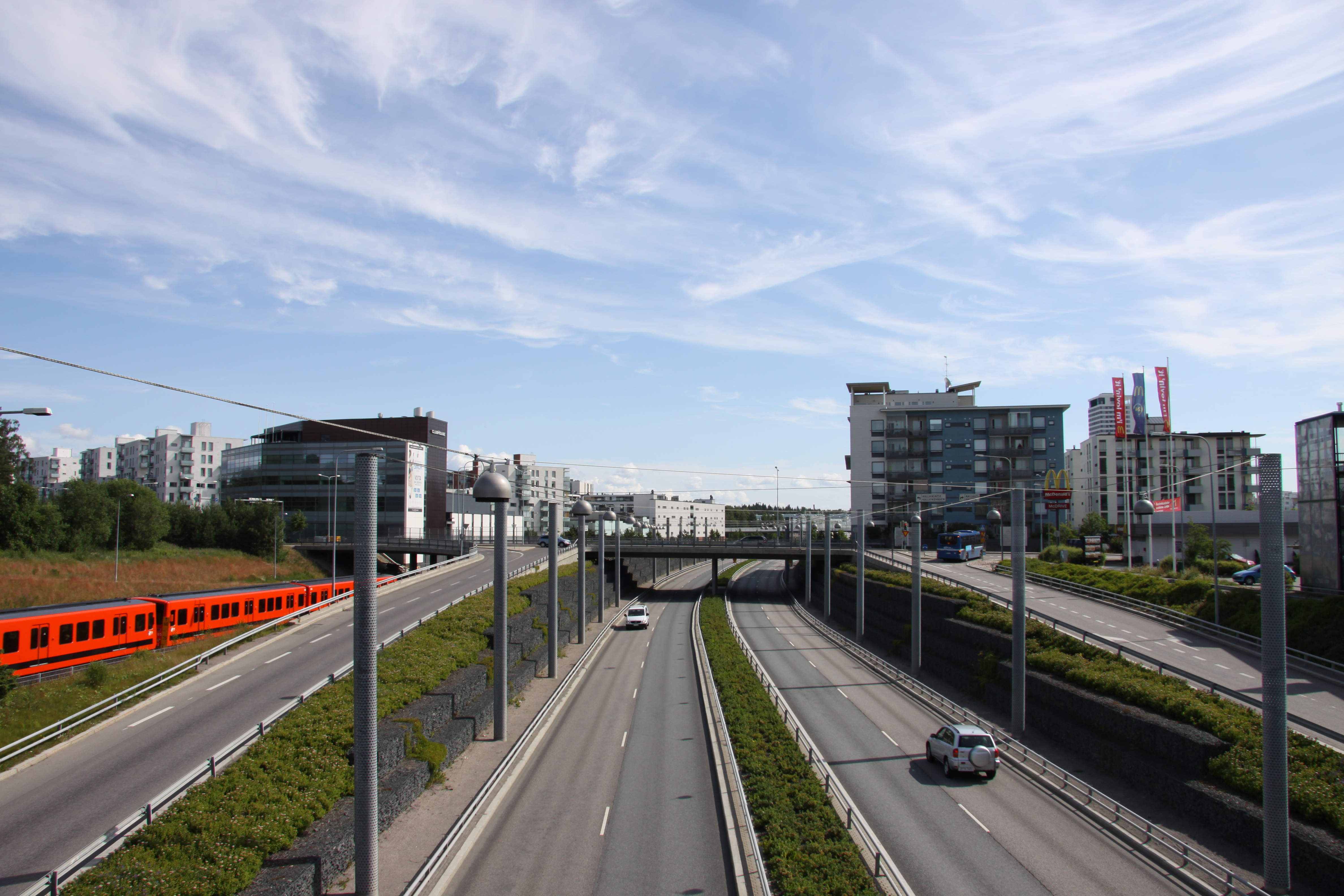
La Vuotie.

La Vuotie, est la route principale de Vuosaari pour la circulation automobile, reliant le Kehä I et l'Itäväylä par le pont de Vuosaari.
La Kallahdentie menant à l'Itäväylä et la Seututie 103 menant au Kehä III sont aussi des axes importants.

### Transports en commun

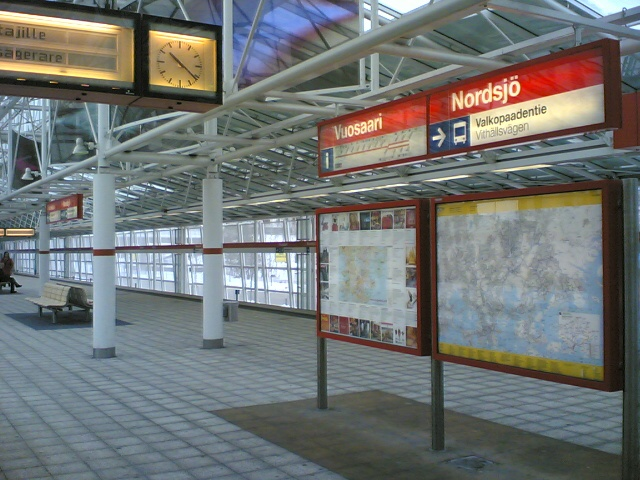
Station de métro de Vuosaari.

Vuosaari compte deux stations du métro d'Helsinki.
La station de métro Vuosaari est située en plein cœur de Vuosaari, à côté du centre commercial Columbus, et dessert les sections Keski-Vuosaari, Kallahti et Aurinkolahti.
La station de métro Rastila dessert les sections Rastila et Meri-Rastila.
La ligne principale 560 traverse Vuosaari puis Kontula, Malmi, Paloheinä jusqu'à Myyrmäki à Vantaa.
Depuis 2012, des bateaux vont de Vuosaari jusqu'à Hakaniemi au centre-ville d'Helsinki.
Pendant la saison estivale, deux fois par jour, le M/S Okeanos part de l'embarcadère au bout de Hiekkalaiturintie, et va jusqu'à Hakaniemi.
L'itinéraire passe par Satamasaari, Iiluoto, Vartiosaari, Laajasalo et Herttoniemi jusqu'à Hakaniemenranta.

### Port de Vuosaari
Le Port de Vuosaari est le plus grand Port d'Helsinki.

## Photographies

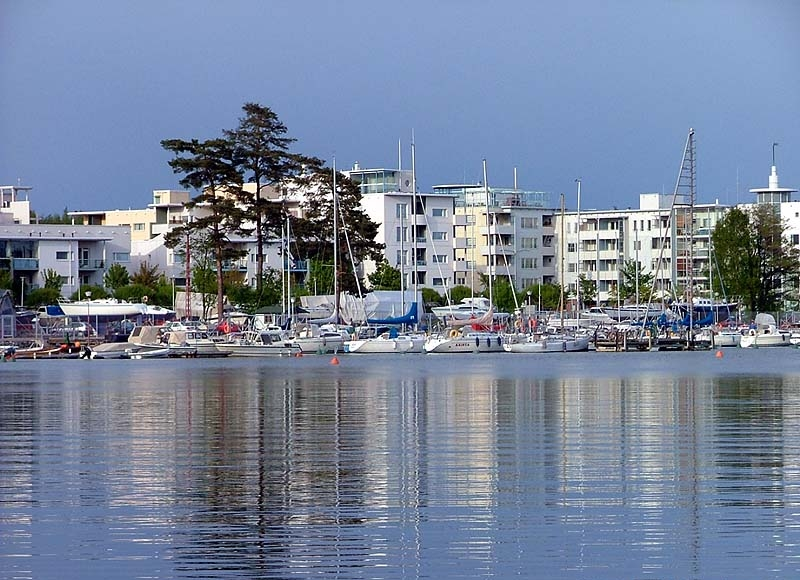
Port de plaisance de Kallahti.
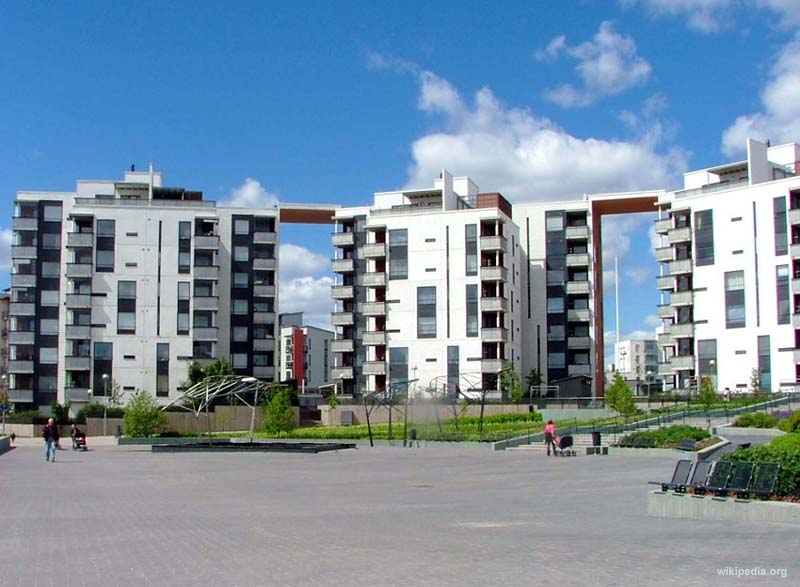
Bâtiments du centre de Vuosaari
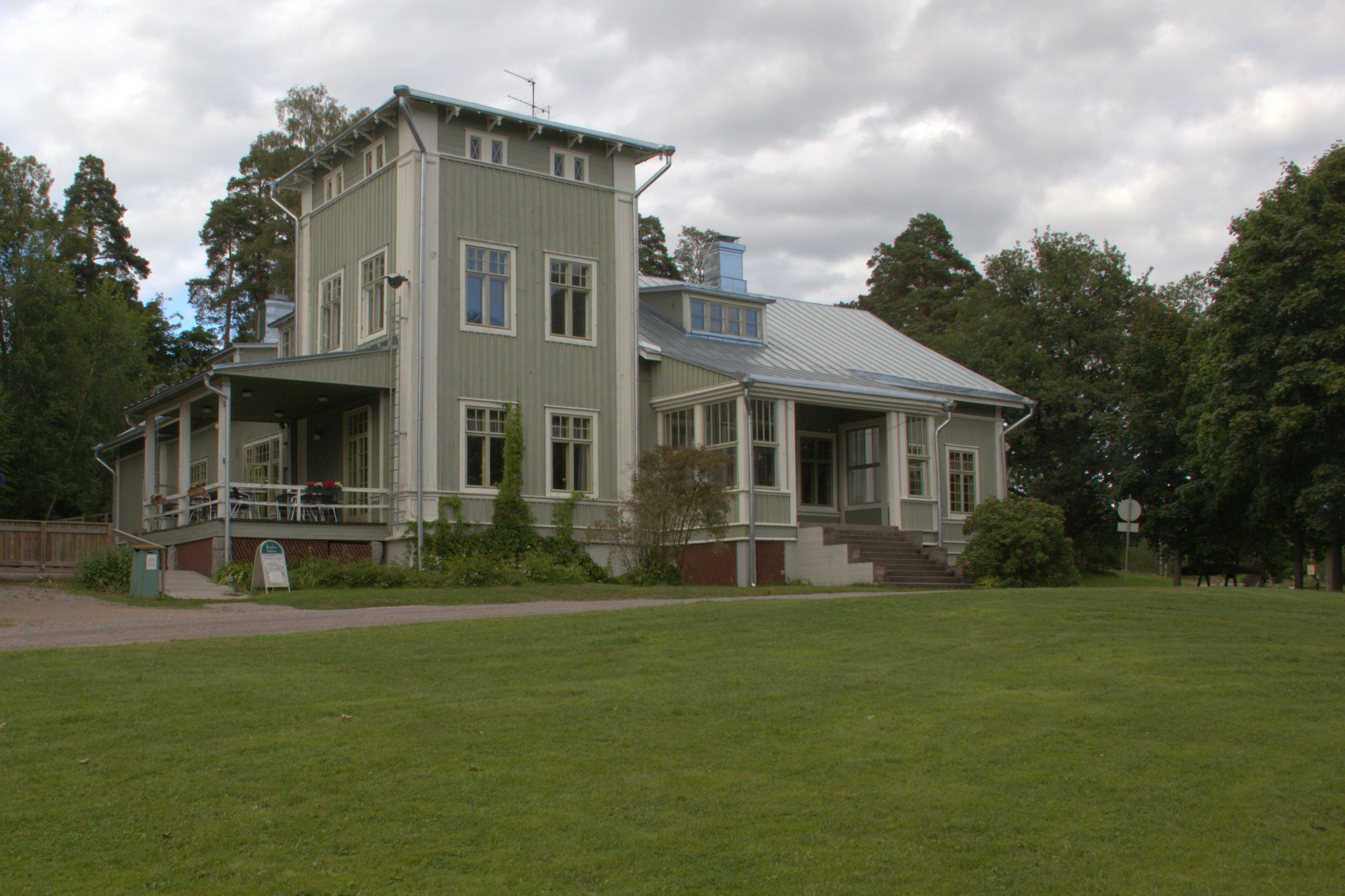
Manoir de Rastila
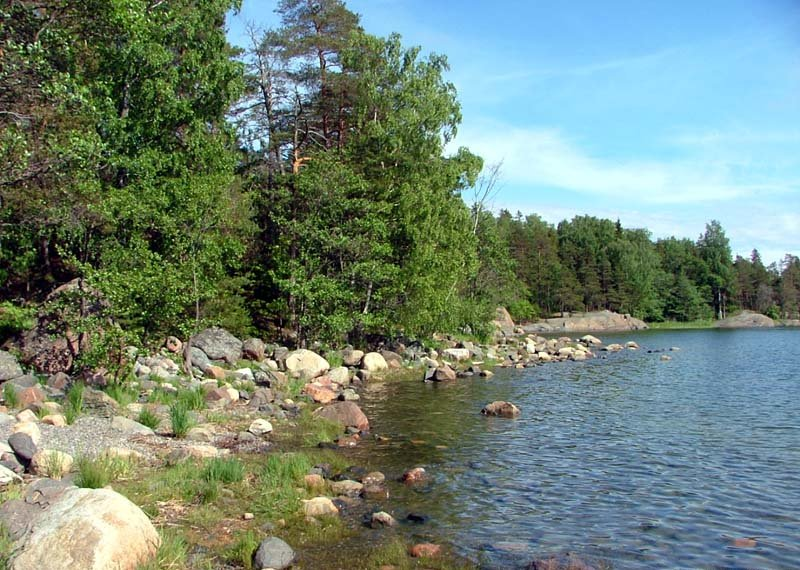
Le Parc naturel d'Uutela.

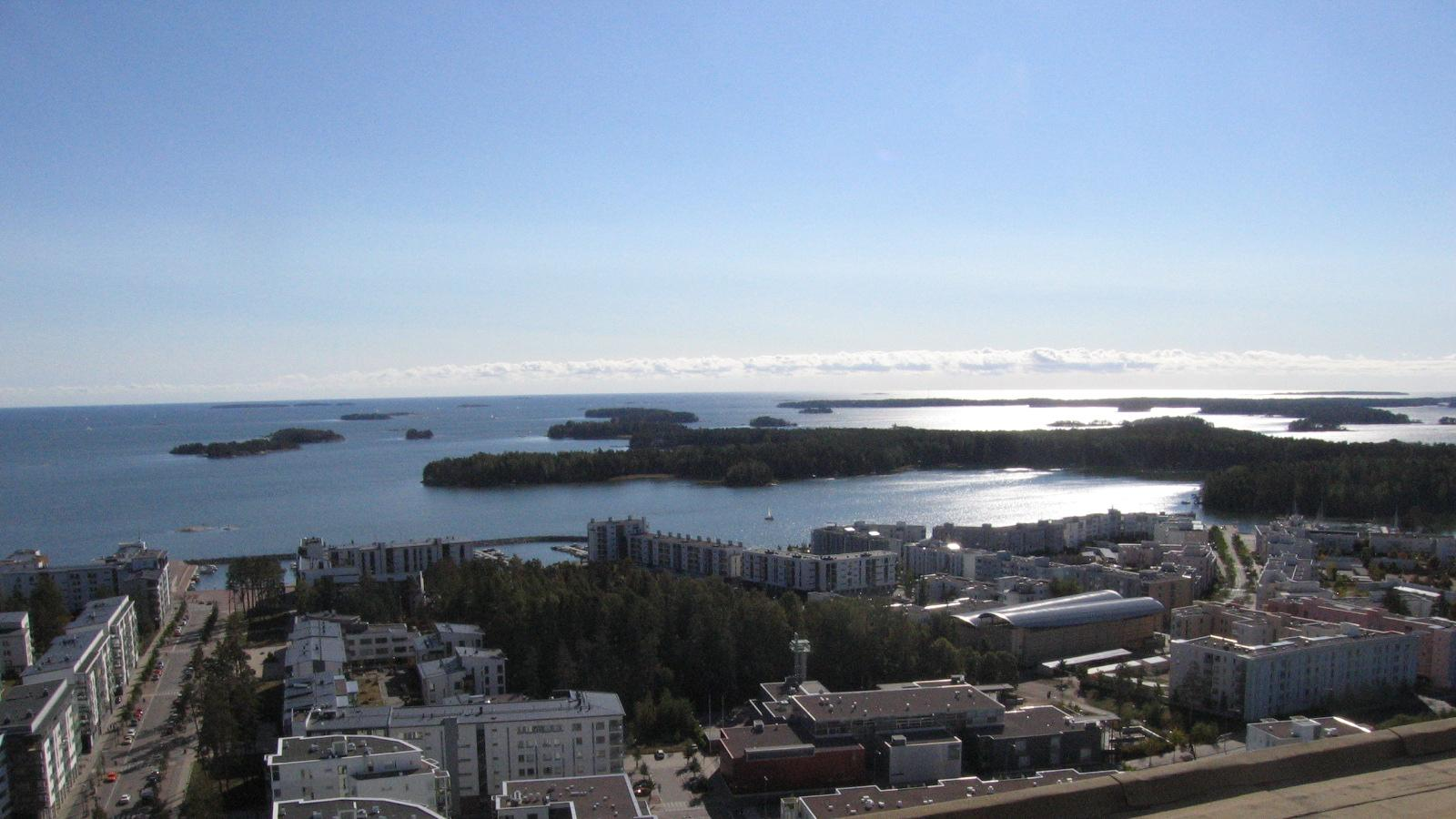
Aurinkolahti et Kallahti vus de la Tour Cirrus
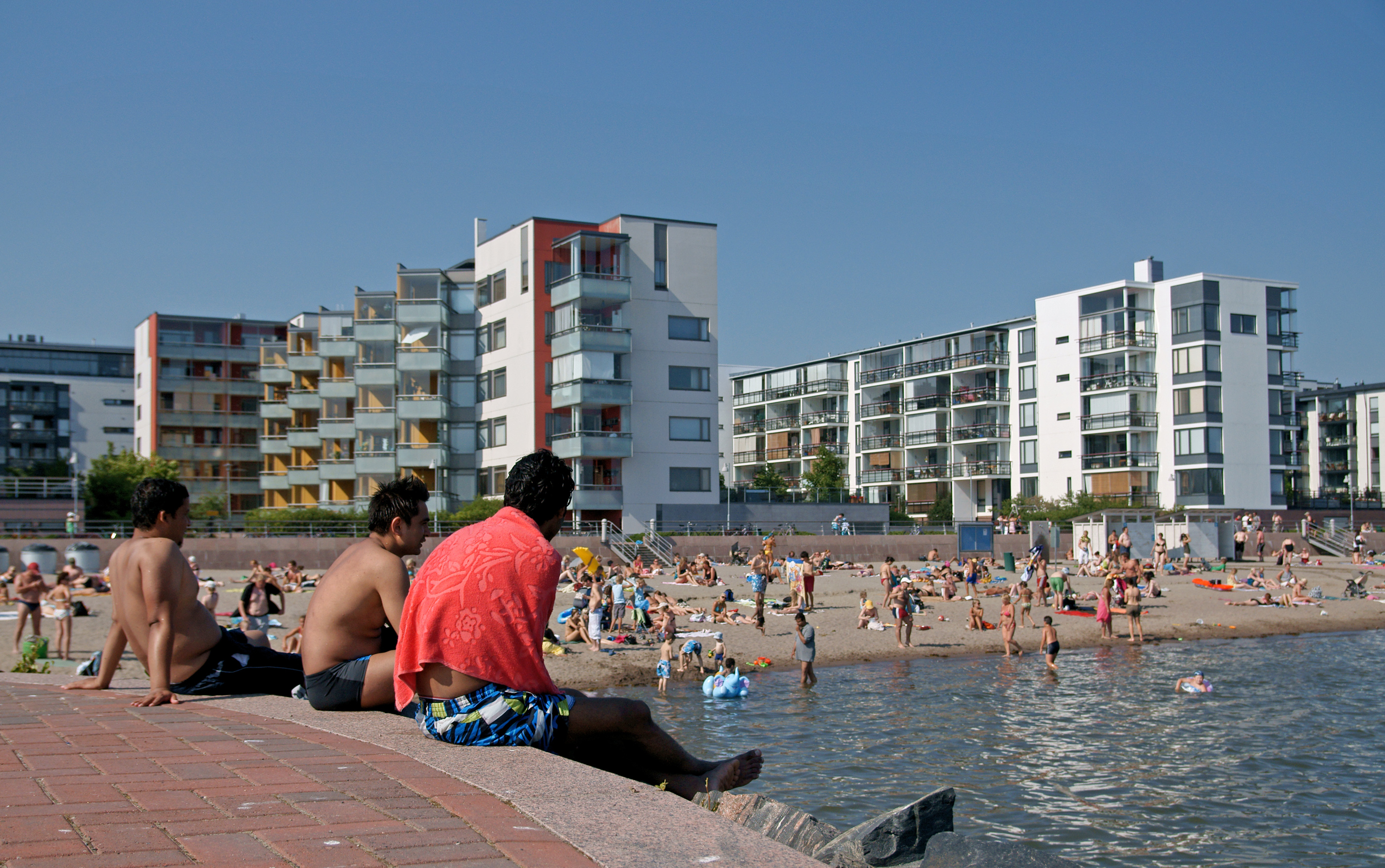
Plage de Aurinkolahti.
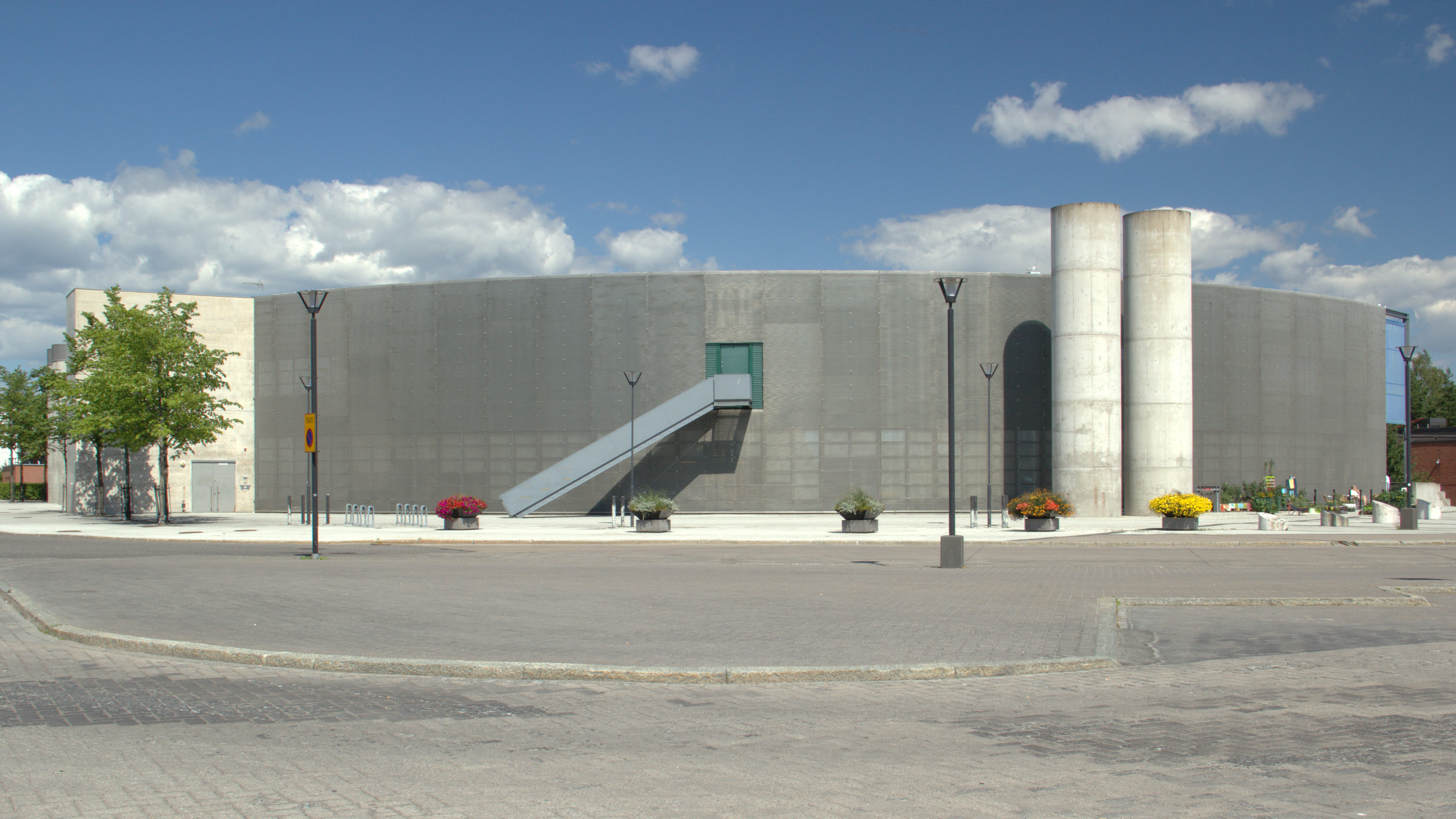
Vuotalo.
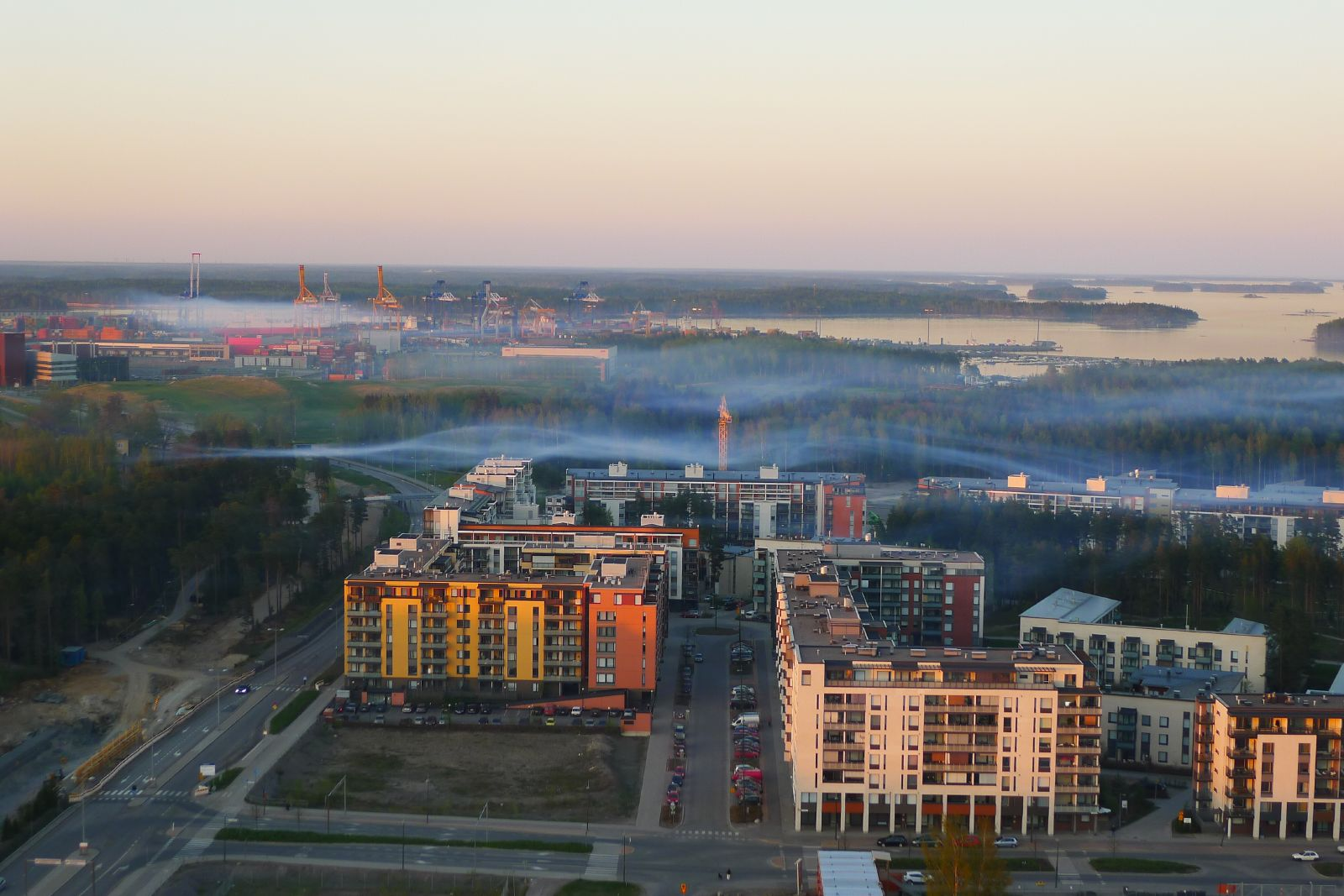
Senteurs de café de l'usine Paulig.